# Won't Go Home Without You
Won't Go Home Without You (in italiano Non tornerò a casa senza di te) è un singolo del gruppo musicale statunitense Maroon 5, pubblicato il 19 novembre 2007 come terzo estratto dal secondo album in studio It Won't Be Soon Before Long.
Brano pop rock accattivante con venature britpop, infatti i giri di chitarre sono basati su Every Breath You Take dei The Police. Il video, intramezzato da flashback in bianco e nero, vede Adam Levine attraversare la città per raggiungere la sua amata, interpretata dall'attrice Tania Raymonde.

## Tracce
CD-Single A&M 06025 17533134 (UMG) / EAN 0602517533134
1. Won't Go Home Without You (Radio Mix) – 3:45
2. Miss You Love You – 3:10

CD-Maxi Universal 06025 1753315 (UMG) / EAN 0602517533158
1. Won't Go Home Without You – 3:46
2. Miss You – 3:10
3. Happy Christmas (War Is Over) – 3:28

## Formazione

### Maroon 5
- Adam Levine - voce
- James Valentine - chitarra, voce secondaria
- Jesse Carmichael - pianoforte, chitarra, voce secondaria
- Michael Madden - basso
- Matt Flynn - batteria,

## Classifica italiana
| Posizione | - | 24 | 20 | 16 | 16 | 16 | 15 | - | 21 | 16 | - |

## Classifiche
| Classifica (2007/2008)          | Posizione |
| ------------------------------- | --------- |
| Australian ARIA Singles Chart   | 7         |
| Austria Singles Chart           | 16        |
| Canadian Hot 100                | 16        |
| Germany Singles Chart           | 11        |
| Ireland Singles Chart           | 28        |
| Israel Singles Chart            | 1         |
| Italy Airplay Chart             | 2         |
| Dutch Top 40                    | 28        |
| New Zealand RIANZ Singles Chart | 20        |
| UK Singles Chart                | 44        |
| U.S. Billboard Hot 100          | 48        |